# Sardinops
Sardinops is een monotypisch geslacht van straalvinnige vissen uit de familie van haringen (Clupeidae). Het geslacht is voor het eerst wetenschappelijk beschreven in 1929 door Hubbs.

## Soort
- Sardinops sagax (Jenyns, 1842) – Chileense pelser